# Pyhäntä
Pyhäntä est une municipalité du centre-nord de la Finlande, dans la région d'Ostrobotnie du Nord.

## Géographie
Elle se situe en bordure orientale de la grande plaine ostrobotnienne, aux confins du grand système de moraines de Suomenselkä. La forêt occupe plus de 80 % de sa superficie.
Située sur une ligne de partage des eaux, la commune est la source de plusieurs rivières, la plus notable étant la Siikajoki. La maigre population se concentre en quasi-totalité dans la vallée de la Siikajoki, la seule zone agricole, ou dans le petit centre administratif, étape sur la route nationale 28 entre Kokkola et Kajaani. Le reste du territoire est laissé aux ours, élans et autres animaux sauvages.
Les municipalités voisines sont Pyhäjärvi et Kärsämäki au sud-ouest, Piippola à l'ouest, Kestilä au nord, Kajaani à l'est (Kainuu), Vieremä au sud-est et Kiuruvesi au sud (les 2 en Savonie du Nord).

## Démographie
Depuis 1980, l'évolution démographique de Pyhäntä est la suivante :
| Année      | 1980  | 1985  | 1990  | 1995  | 2000  | 2005  |
| ---------- | ----- | ----- | ----- | ----- | ----- | ----- |
| population | 1 687 | 1 977 | 2 097 | 2 060 | 1 911 | 1 834 |

| Année      | 2010  | 2015  | 2020  |
| ---------- | ----- | ----- | ----- |
| population | 1 633 | 1 587 | 1 572 |

## Économie
L'économie s'est beaucoup transformée dans les années 1970.
En 1970, l'agriculture et la sylviculture correspondent à 64 % de la population active.
En 1980 elles ne correspondent plus qu'à 41,5 %.
Inversement l'emploi dans l'industrie, la construction et les services se développe.
Pyhäntä est relativement à sa population une commune industrielle.
Les plus importants employeurs industriels sont le 'Groupe PRT-Forest Oy (Pyhännän Rakennustuote Oy, Piklas Oy, PRT-Wood Oy), Maustaja Oy, LapWall Oy, Puumaster Oy et Real Snacks Oy.

## Transports
Pyhäntä est traversée par la valtatie 28, la kantatie 88 la seututie 822 et la seututie 599.

## Galerie

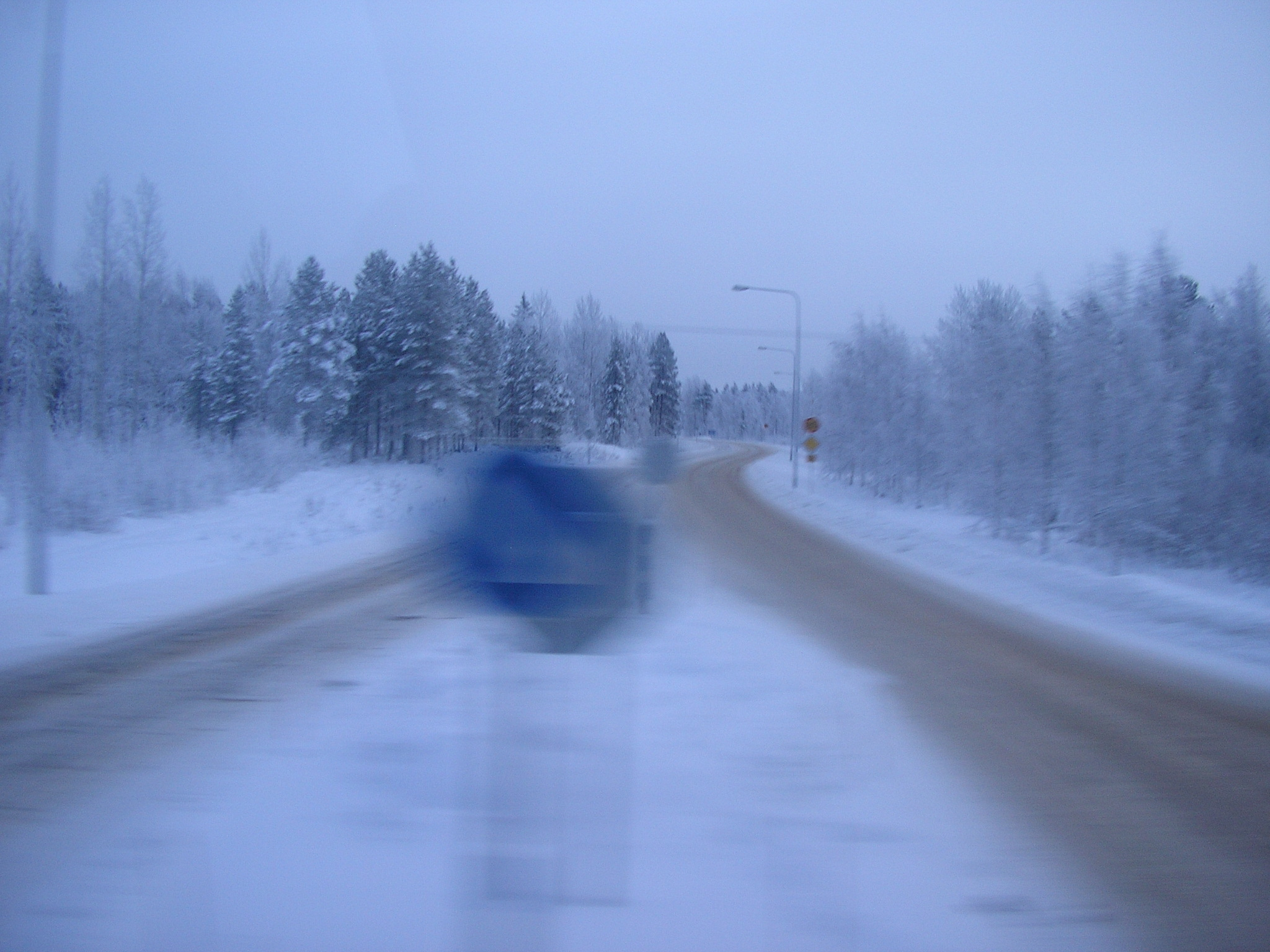
La route kantatie 88.
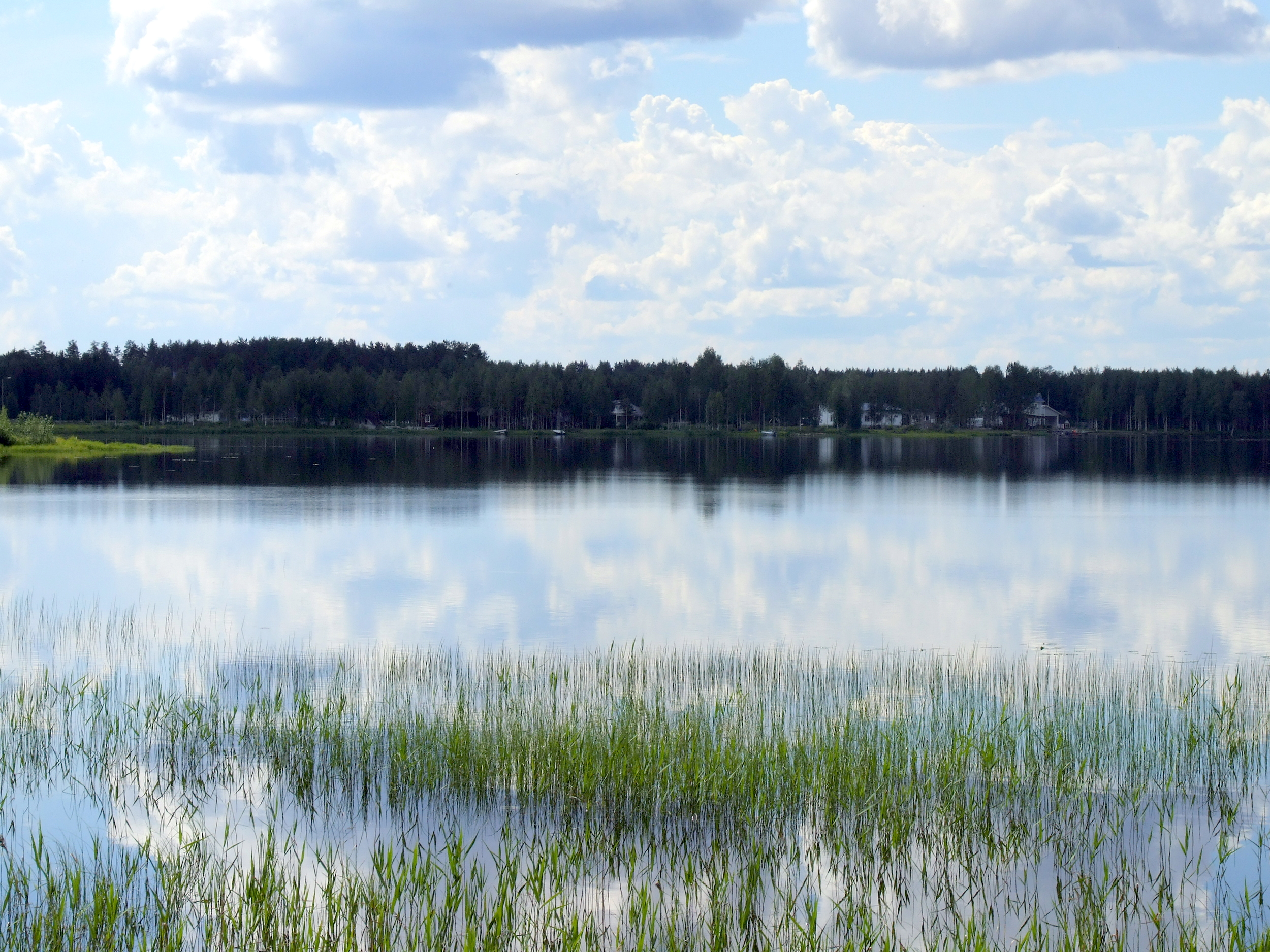
Le lac Pyhännänjärvi.
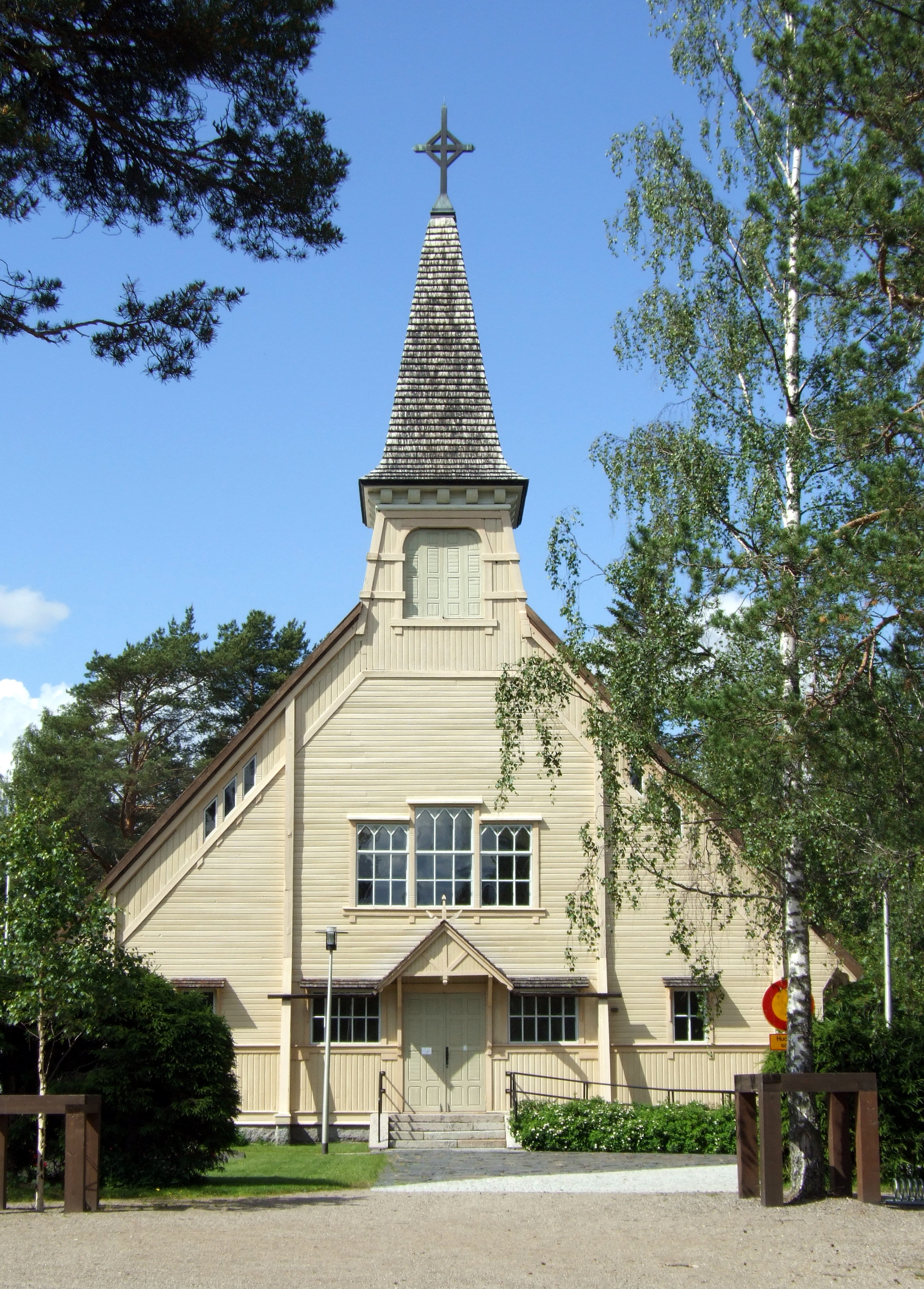
L'église de Pyhäntä.